# Víctor Rodríguez Romero
Víctor Rodríguez Romero (Sabadell, Barcelona, España, 23 de julio de 1989) es un exfutbolista español que jugaba de centrocampista.

## Trayectoria
Se formó en la cantera del F. C. Barcelona durante cuatro años en su etapa como alevín e infantil. A continuación, jugó en los equipos cadetes del C. E. Mercantil y en categoría juvenil pasó al C. F. Badalona. Tras jugar cedido en la U. E. Vilajuïga de Tercera División durante la temporada 2008-09, debutó en Segunda División B con el Badalona en la campaña 2009-10. En las dos temporadas siguientes disputó la promoción de ascenso a Segunda División con el equipo catalán.
En 2012 fichó por el Real Zaragoza para jugar con su equipo filial, aunque sólo disputó un encuentro con la segunda plantilla, ya que debutó con el primer equipo en la jornada 2 en un enfrentamiento contra el R. C. D. Español y terminó disputando un total de treinta y tres partidos en Primera División durante la campaña 2012-13. En la octava jornada de esta temporada marcó su primer gol en la categoría en una victoria por 1-2 ante el Granada C. F. en el estadio Nuevo Los Cármenes.
El 7 de agosto de 2014 fichó por el Elche C. F. y, tras el descenso administrativo del club al término de la campaña 2014-15, se anunció su cesión al Getafe C. F. para la temporada 2015-16.
El 10 de junio de 2016 se confirmó su cesión al Real Sporting de Gijón durante la campaña 2016-17 y la posterior incorporación definitiva al club para las tres siguientes temporadas. Sin embargo, tras descender a Segunda División en el primer año, acordó la rescisión de su contrato con el Sporting y fichó por el Seattle Sounders F. C., con quien consiguió el subcampeonato de la Copa MLS 2017 tras una derrota en la final frente al Toronto F. C.
Tras más de un año sin equipo, el 12 de julio de 2022, se unió al Odisha F. C. de la Superliga de India. Con ellos ganó la Super Copa y en julio del año siguiente fichó por el F. C. Goa.

## Clubes
| Club                   | País           | Año       |
| ---------------------- | -------------- | --------- |
| U. E. Vilajuïga        | España         | 2008-2009 |
| C. F. Badalona         | España         | 2009-2012 |
| Real Zaragoza "B"      | España         | 2012      |
| Real Zaragoza          | España         | 2012-2014 |
| Elche C. F.            | España         | 2014-2015 |
| Getafe C. F.           | España         | 2015-2016 |
| Real Sporting de Gijón | España         | 2016-2017 |
| Seattle Sounders F. C. | Estados Unidos | 2017-2020 |
| Elche C. F.            | España         | 2020-2021 |
| Odisha F. C.           | India          | 2022-2023 |
| F. C. Goa              | India          | 2023-2024 |

## Palmarés

### Campeonatos nacionales
| Título           | Club                   | País           | Año  |
| ---------------- | ---------------------- | -------------- | ---- |
| Copa MLS         | Seattle Sounders F. C. | Estados Unidos | 2019 |
| Super Copa India | Odisha F. C.           | India          | 2023 |